# Aston Baronets

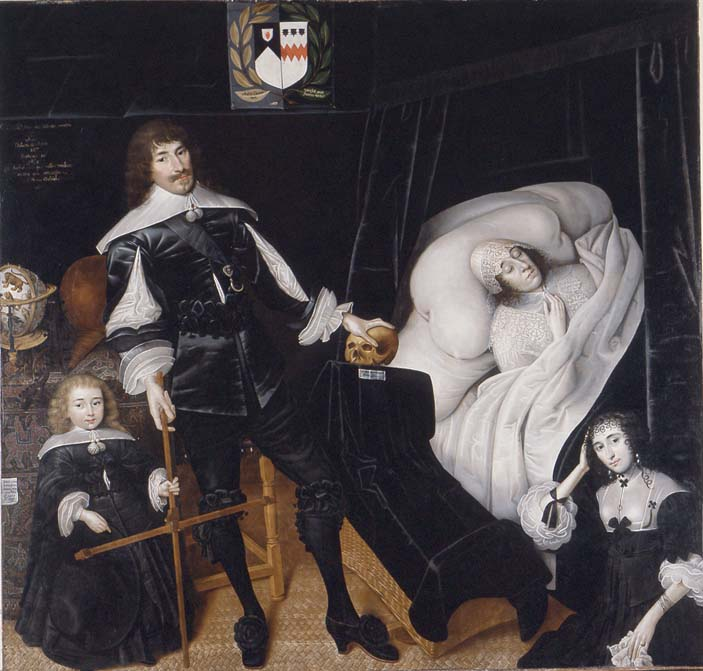
Sir Thomas Aston (1600-1646) vid sin första frus dödsbädd.

Aston Baronets är en titel som burits av två olika baronetvärdiga familjer med efternamnet Aston.
Aston Baronets, of Tixall skapades 22 maj 1611 i Staffordshire för Walter Aston från Tixall Hall i Staffordshire. Han blev 1627 Lord Aston of Forfar vilket baronetskapet höll i sig tills det dog ut 1751.
- Aston Baronets, of Tixall (1611), 
  - Sir Walter Aston, 1st Baronet (1584–1639) (blev Lord Aston of Forfar 1627)
- Aston of Forfar (1627)
  - Walter Aston, 1st Lord Aston of Forfar (1584–1639)
  - Walter Aston, 2nd Lord Aston of Forfar (1609–1678)
  - Walter Aston, 3rd Lord Aston of Forfar (1633–1714)
  - Walter Aston, 4th Lord Aston of Forfar (1660–1748)
  - James Aston, 5th Lord Aston of Forfar (1723–1751)
  - William Aston, 6th Lord Aston of Forfar (1747–1769)
  - Walter Aston, 7th Lord Aston of Forfar (1732–1805)
  - Walter Hutchinson Aston, 8th Lord Aston of Forfar (1769–1845)

Aston Baronetcy, of Aston i Cheshire skapades 25 juli 1628 för Thomas Aston, parlamentsledamot för Cheshire. Hans barnbarns barn, den fjärde baronetten, representerade Liverpool och St Albans i parlamentet. Denna fjärde baronet dog barnlös 1744 och efterföljdes av en son till den andra baronettens yngre son, som representerade Nottingham i parlamentet. Släktens baronetvärdighet dog sedan ut med dennes son, Sir Willoughby Aston, 6th Baronet, 1815.
- Aston of Aston, Cheshire  (1628)
  - Sir Thomas Aston, 1st Baronet (1600–1646)
  - Sir Willoughby Aston, 2nd Baronet  (1640–1702)
  - Sir Thomas Aston, 3rd Baronet (1656–1725)
  - Sir Thomas Aston, 4th Baronet  (1705–1744)
  - Sir Willoughby Aston, 5th Baronet (1715–1772)
  - Sir Willoughby Aston, 6th Baronet (1748–1815)